# ゆめタウン高松

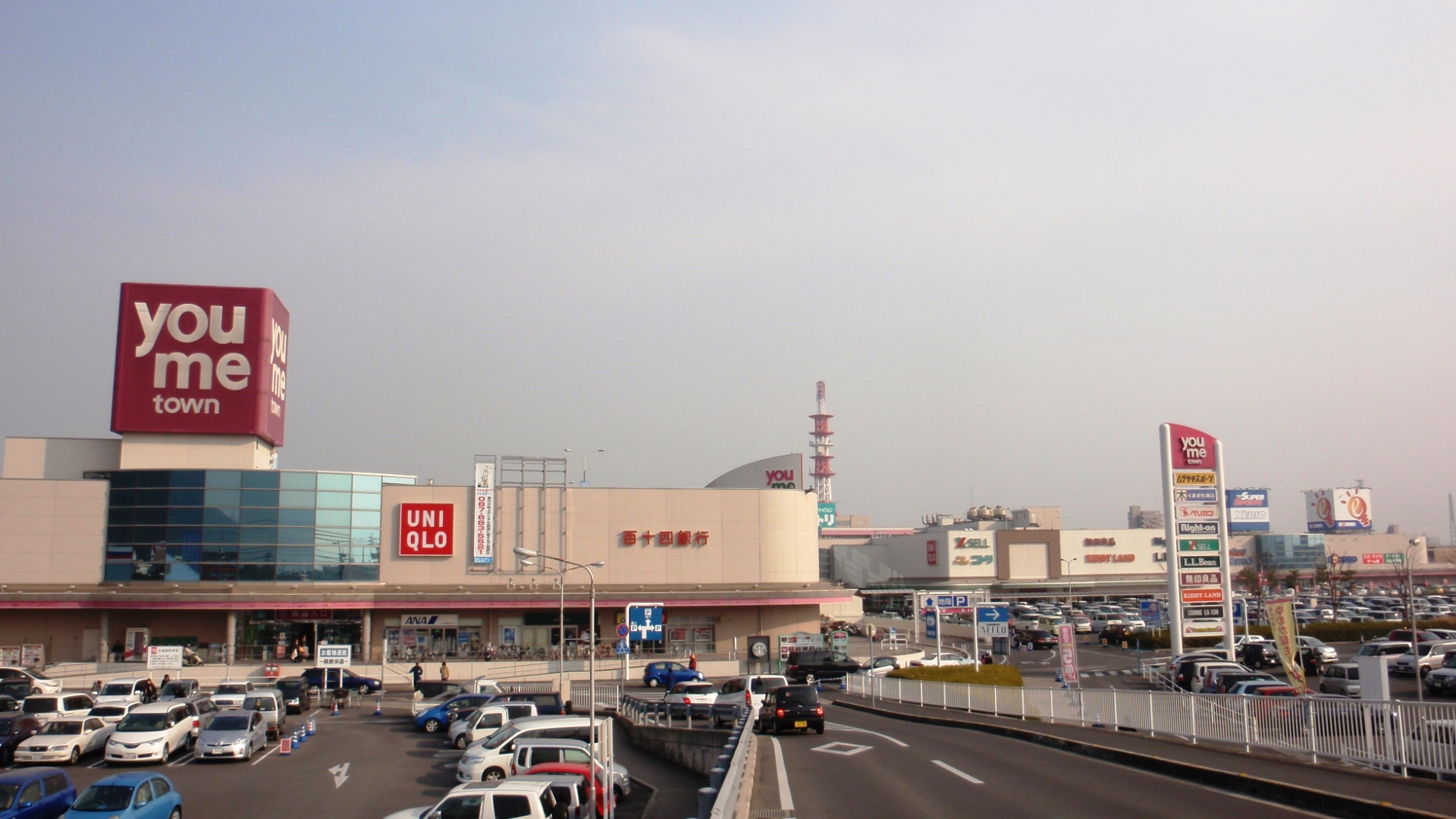
ゆめタウン高松（2011年2月5日）

ゆめタウン高松（ゆめタウンたかまつ）は、香川県高松市に所在する株式会社イズミが運営するショッピングセンター「ゆめタウン」の一つである。

## 概要
- 延床面積 - 117,000 m²
- 店舗面積 - 54,590 m²
- 年商 - 310億円
- 所在地
  - 本館：香川県高松市三条町字中所608番地1（敷地の一部は紙町にまたがっている）
  - 南館：香川県高松市上天神町字高田362番地
  - 東館：香川県高松市上天神町字高田326番地
  - 別館：香川県高松市上天神町字畑岡266番地

## 歴史
旧東洋テックス工場跡のうち、現・百十四銀行新事務センターを除く大部分の土地を開発して造成された。
1998年（平成10年）9月21日にプレオープンした。当日は平日にもかかわらずこの日だけで約7万人が来店した。グランドオープンは同年10月3日で、この日は午前9時の開店にあわせて約5,000人が列を作り、売上高は2億2000万円、来客は15万人を記録、一部高級ブランドの輸入品店などでは開店と同時に客が殺到し、入場制限が行われるなど店内は終日混雑した。
開業時は当時四国最大の商業施設であった徳島市のアミコ（店舗面積：27,899m²）を抜いて延べ床面積、店舗面積ともに四国最大となり、商圏としても当初から県内全域に加え徳島県および愛媛県の各一部が設定されていた。2008年、愛媛県松前町に中四国最大級のショッピングモールであるエミフルMASAKIが誕生したことにより、延床面積、店舗面積は四国2位に転落した。

### 年表
- 1998年（平成10年）
  - 9月21日 - プレオープン。
  - 10月3日 - グランドオープン[1]。
  - 11月 - 南館開業。
- 2003年（平成15年）9月19日 - 東館増築[4]。
- 2006年（平成18年）
  - 7月14日 - レストラン街増床[5]。
  - 9月1日 - アウトドアゾーン増床[6]。

### 店舗面積の変遷
- 1998年（平成10年）10月3日 - 32,727m²
- 1998年（平成10年）11月 - 44,325m²[7]
- 2003年（平成15年）9月1日 - 52,962m²[7]
- 2006年（平成18年）9月21日 - 54,590m²[8]

※2000年以降は大店立地法による届出面積であるが、その変更日は実際の営業開始日とは合致しない。

## 特徴

### 東四国有数の商業施設
ゆめタウン高松は、東四国（徳島・香川両県）では最大の売上と店舗面積を有する代表的な商業施設であり、香川県内はもとより隣接する徳島県の西部からも客を集めている。
高松市では2007年（平成19年）4月に競合施設としてイオン高松ショッピングセンター（現・イオンモール高松）が開店した。さらには高松市に隣接する綾歌郡綾川町には2008年（平成20年）7月23日（実質的には7月18日）にイオン綾川ショッピングセンターが（現・イオンモール綾川）開店したのに加え、徳島県板野郡藍住町では2011年（平成23年）11月24日にゆめタウン徳島が開店し、今後、東四国におけるSC間の競合は激化するものと予想される。このほか、フジの「フジグラン丸亀」「フジグラン十川」や「フジグラン北島」、株式会社天満屋ストアの「天満屋ハピータウン太田店」等が出店しており、これらのことを見越してか、ゆめタウン高松では開業以来これまで店舗面積の増床がしきりに行われてきた。
同市内には大型ショッピングセンターとして、イオンモール高松、イオン高松東店（旧：高松サティ）、中堅スーパーのマルナカの複合ショッピングセンターとなるパワーシティに加え、小規模スーパーマーケットが連立する状況にある。しかし最大の競合店であるイオンモール高松が開業したものの、ゆめタウン高松は香川県内で最大の来店者数、売上を維持している。

## 主なテナント
L.L.Beanなど四国初進出の店舗も多く出店している。
出店テナント全店の一覧・詳細情報は公式サイト「ショップ検索」を参照。

### 本館
1階
- COMME ÇA ISM（コムサイズム）
- 無印良品 ゆめタウン高松店
- キデイランド 高松店
- X-SELL高松店
- レストラン街
- ゆめタウン高松内郵便局
- 百十四銀行 ゆめタウン高松クイックスクエア - いわゆるインストアブランチ[注釈 4]。

このほか、ATMコーナーが設置されている。ATMの稼働時間などは公式サイト「フロアマップ1F」を参照。
2階
- イーストボーイ 高松 ゆめタウン
- Right-on 高松ゆめタウン店
- L.L.Bean 高松店
- ムラサキスポーツ ゆめタウン高松店
- くまざわ書店 高松店
- フードコート

### 南館
- エディオン ゆめタウン高松店
- ひごペットフレンドリー ゆめタウン高松店
- ゼビオ ゆめタウン高松店

南館にはエレベーターがないため、車椅子で南館1階と2階を行き来する場合は一度外へ出て公道を渡り、本館のエレベーターを使用することになる。

### 東館
- UNIQLO ゆめタウン高松店
- GUゆめタウン高松店

当初はニトリが入居していたが、2019年2月11日に閉店し、近隣の田村町へ移転したため、跡地に出店。

## 交通

### 自動車
ゆめタウン高松は、香川県の最大の交通の要衝である上天神町交差点の付近に立地しており、また香川県全域や徳島県北部から1時間以内でアクセスすることが可能であることから、自家用車による交通アクセスの利便性が高いといえる。
自家用車を使っての来客者は非常に多く、国道11号と接する駐車場の入口には渋滞を予防する目的で右折専用の高架橋が設置されている。休日や第1金曜日（ゆめカード特別ご招待会開催日。第2金曜日の場合もあり）にはゆめタウン高松への買い物客の乗用車、国道11号の左側車線が上下線とも渋滞し、3,000台以上収容できる駐車場も満車状態になる。
また南側に面する道路には出入口が2か所あるが、住宅地が隣接しているため夜21時以降は車の出入りが完全に止められ、以降の出入りは国道のみとなる。

### 公共交通機関

#### 路線バス
- ことでんバス ショッピング・レインボー循環バス「ゆめタウン高松前」停留所下車：徒歩2分（北行き）・3分（南行き）
- ことでんバス 塩江線「三条」停留所下車：徒歩5分

ゆめタウン高松前停留所は市内バスの他に四国各県・関西方面など、各地を結ぶ高速バスや高松空港・関西国際空港へのリムジンバスが発着し、公共交通機関による交通アクセス条件も良好である。当停留所を経由する高速バスは1日あたり286本（2010年（平成22年）10月現在の土休日ダイヤ）にも上る。高速バスの出発便にあたる南行バス停には四国高速バスの発券カウンターを備えた待合所がある。またこの両社の高速バス利用者（共同運行各社を含む）は24時間無料で駐車場が使える（24時間以降は24時間毎に500円）。
なお、当バス停は高松エクスプレス（フットバス）の便も停車するがここでは発券できない。待合所にはその旨の注意文もある。2007年（平成19年）8月7日よりフットバスについても駐車場の24時間無料が適用されていたが、移転に伴い利用できなくなった。
大阪バスが2013年（平成25年）7月に運行開始した高松特急ニュースター号（2014年（平成26年）1月末（運行最終日）をもって休止）と、同年8月に高速ツアーバスから転換されたいわゆる新高速乗合バスは通らない。

### 鉄道
高松琴平電気鉄道琴平線 三条駅下車：徒歩12分
最短ルートは三条駅から南進して突き当たった道路を西へ行き、二ツ橋から県道280号高松香川線（塩江街道）を南下しうどん店「たも屋三条店」のある交差点を西進するルートである。距離は990mで、所要時間は12分である。
最短ルートよりも10mほど長いルートとして、二ツ橋を南下せずにそのまま西進し、佃橋を南下するルートもある。このルートでは最短ルートよりも歩道付きの道路を通行できる距離が長くなり、総距離も30m程しか変わらない。
どのルートもゆめタウン内への通用口は三条入口（出口）である。ただ、このゆめタウン周辺はかつての農村地帯がそのまま住宅密集地になった（スプロール現象）地域であり、そもそも道路自体が自動車の頻繁な通行を想定しているものではない。そのため、特に休日はゆめタウンに来店する自動車がかつての農道から転用された非常に狭隘な生活道路に溢れ返り、その結果道路を輻輳させるに至っている。すなわち、いずれのルートを通った場合でもゆめタウンに向かうには歩道の無い道路を経由せざるを得ず、自動車同士の対向すらままならない道路においての歩行者の危険は非常に高い。その他にも、生活道路の右左折を繰り返さなければならないなど経路も複雑なため他の交通手段に比べて鉄道が占める割合は非常に少ない。

## 提供番組
- ゆめたかテレビ - 香川県および岡山県ローカルで放送されているミニ番組。